# Тенкрат, Петр
Петр Тенкрат (чеш. Petr Tenkrát; 31 мая 1977, Кладно, Чехия) — чешский хоккеист, крайний нападающий. Последний свой сезон 2016/17 провёл в родном клубе «Кладно». Играл за сборную Чехии, в составе которой становился серебряным призёром чемпионата мира 2006 года и бронзовым призёром чемпионата мира 2012 года.

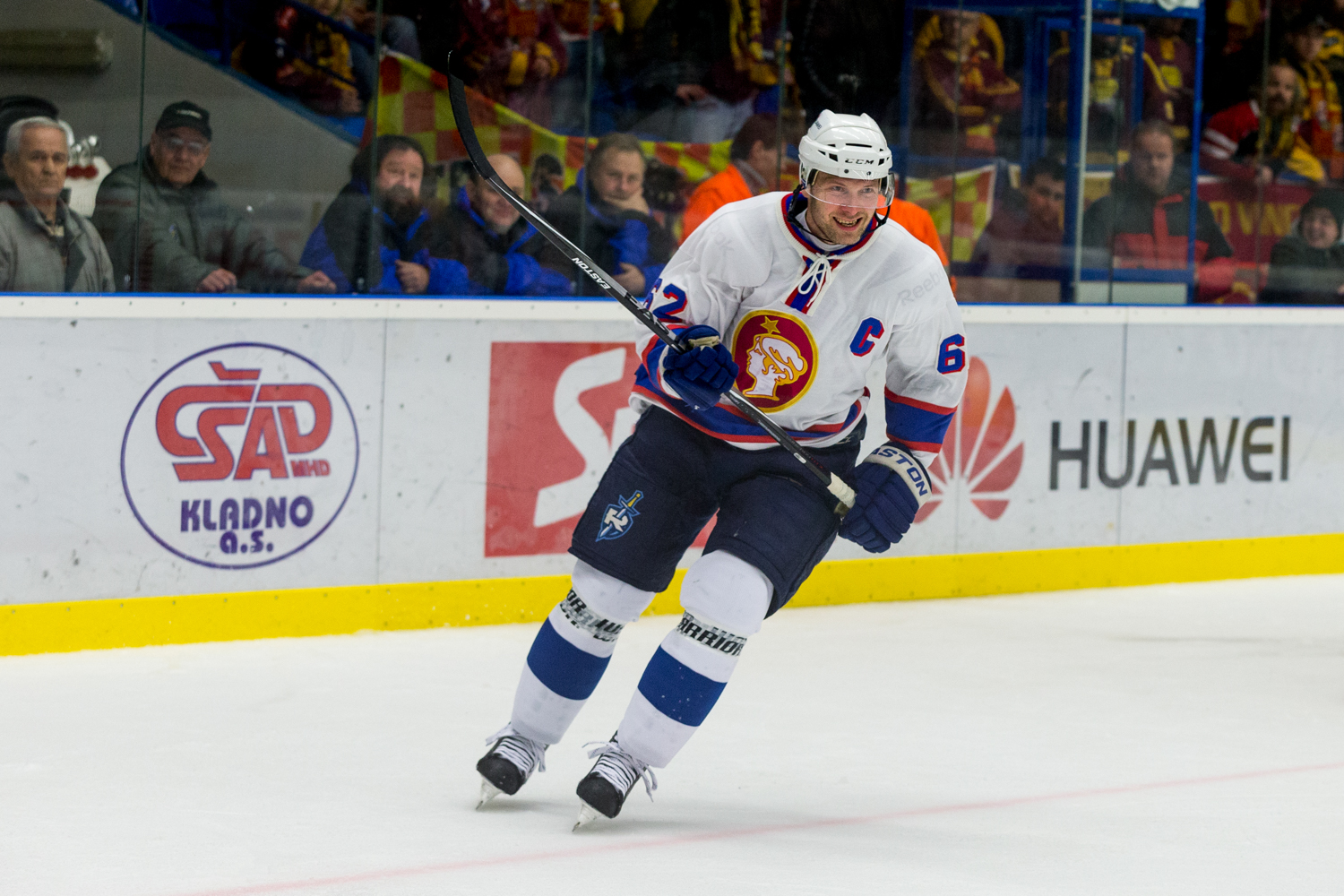
Петр Тенкрат на льду

На драфте НХЛ 1999 года был выбран в 8 раунде под общим 230 номером командой «Анахайм Майти Дакс». 1 ноября 2001 года обменян в «Нэшвилл Предэйторз». 4 октября 2002 года приобретён с драфта отказов командой «Флорида Пантерз» и в тот же день обменян в «Коламбус Блю Джекетс». 3 октября 2003 года приобретён с драфта отказов командой «Торонто Мэйпл Лифс». 15 июня 2006 года обменян в «Бостон Брюинз».

## Достижения

### Командные
Чемпион Финляндии 2004 и 2005
 Серебряный призёр чемпионата мира 2006, чемпионата Финляндии 2003 и Кубка европейских чемпионов 2005, 2006
 Бронзовый призёр чемпионата мира 2012 и чемпионата Финляндии 2000, 2006

### Личные
- Лучший снайпер плей-офф чемпионата Финляндии 2005 (7 шайб) и 2006 (6 шайб)

## Статистика
```
                                            
                                           --- регул.чемпионат ---   ---- плей-офф ----
Сезон    Команда                      Лига    И    Г    П    О    Ш   И   Г   П   О   Ш
---------------------------------------------------------------------------------------
1994-95  Кладно                      Чехия    1    0    0    0    0
1995-96  Кладно                      Чехия   21    0    4    4    4   3   0   0   0   4
1996-97  Кладно                      Чехия   43    5    9   14    6   3   0   1   1   0
1997-98  Кладно                      Чехия   52    9   10   19   24
1998-99  Кладно                      Чехия   50   21   14   35   32  --  --  --  --  --
1999-00  ХПК Хямеэнлина              СМ-лига 32   20    8   28   51  --  --  --  --  --
1999-00  Тампереен Илвес             СМ-лига 22   15    6   21   24   3   1   1   2  14
2000-01  Цинциннати Майти Дакс       АХЛ     25    9    9   18   24   4   3   2   5   0
2000-01  Анахайм Майти Дакс          НХЛ     46    5    9   14   16  --  --  --  --  --
2001-02  Цинциннати Майти Дакс       АХЛ      3    2    3    5    2  --  --  --  --  --
2001-02  Анахайм Майти Дакс          НХЛ      9    0    0    0    6  --  --  --  --  --
2001-02  Милуоки Адмиралс            АХЛ      4    0    0    0    2  --  --  --  --  --
2001-02  Нэшвилл Предаторс           НХЛ     58    8   16   24   28  --  --  --  --  --
2002-03  Кярпят Оулу                 СМ-лига 51   21   19   40   60  14   4   2   6   6
2003-04  Химик Воскресенск           Россия  19    0    2    2   18  --  --  --  --  --
2003-04  Кярпят                      СМ-лига 35   22   15   37   30  15   3   7  10  45
2004-05  Кярпят                      СМ-лига 53   18   20   38   46  12   7   4  11   6
2005-06  Кярпят                      СМ-лига 36   10   21   31   22  11   6   3   9  18
2006-07  Бостон Брюинз               НХЛ     64    9    5   14   34
2006-07  Провиденс Брюинз            АХЛ      7    2    7    9    6
---------------------------------------------------------------------------------------
         Всего в НХЛ                        177   22   30   52   84

```